# Eiskunstlauf-Weltmeisterschaften 1964
Die 54. Eiskunstlauf-Weltmeisterschaften fanden vom 25. Februar bis 1. März 1964 in der Westfalenhalle in Dortmund (BR Deutschland) statt.
In der Damenkonkurrenz gewann die Niederländerin Sjoukje Dijkstra ihren dritten und letzten Titel.

## Ergebnisse

### Herren
| Platz | Sportler              | Land                   |
| ----- | --------------------- | ---------------------- |
| 1     | Manfred Schnelldorfer | BR Deutschland         |
| 2     | Alain Calmat          | Frankreich             |
| 3     | Karol Divín           | Tschechoslowakei       |
| 4     | Scott Allen           | Vereinigte Staaten     |
| 5     | Emmerich Danzer       | Österreich             |
| 6     | Thomas Litz           | Vereinigte Staaten     |
| 7     | Peter Jonas           | Österreich             |
| 8     | Nobuo Satō            | Japan                  |
| 9     | Donald Knight         | Kanada                 |
| 10    | Sepp Schönmetzler     | BR Deutschland         |
| 11    | Monty Hoyt            | Vereinigte Staaten     |
| 12    | Charles Snelling      | Kanada                 |
| 13    | Robert Dureville      | Frankreich             |
| 14    | Patrick Péra          | Frankreich             |
| 15    | Waleri Meschkow       | Sowjetunion            |
| 16    | Hugo Dümler           | BR Deutschland         |
| 17    | Ondrej Nepela         | Tschechoslowakei       |
| 18    | Hywel Evans           | Vereinigtes Königreich |
| 19    | Wouter Toledo         | Niederlande            |

Punktrichter waren:
- Hans Meixner  Österreich
- P. Devine  Kanada
- Zdeněk Fikar  Tschechoslowakei

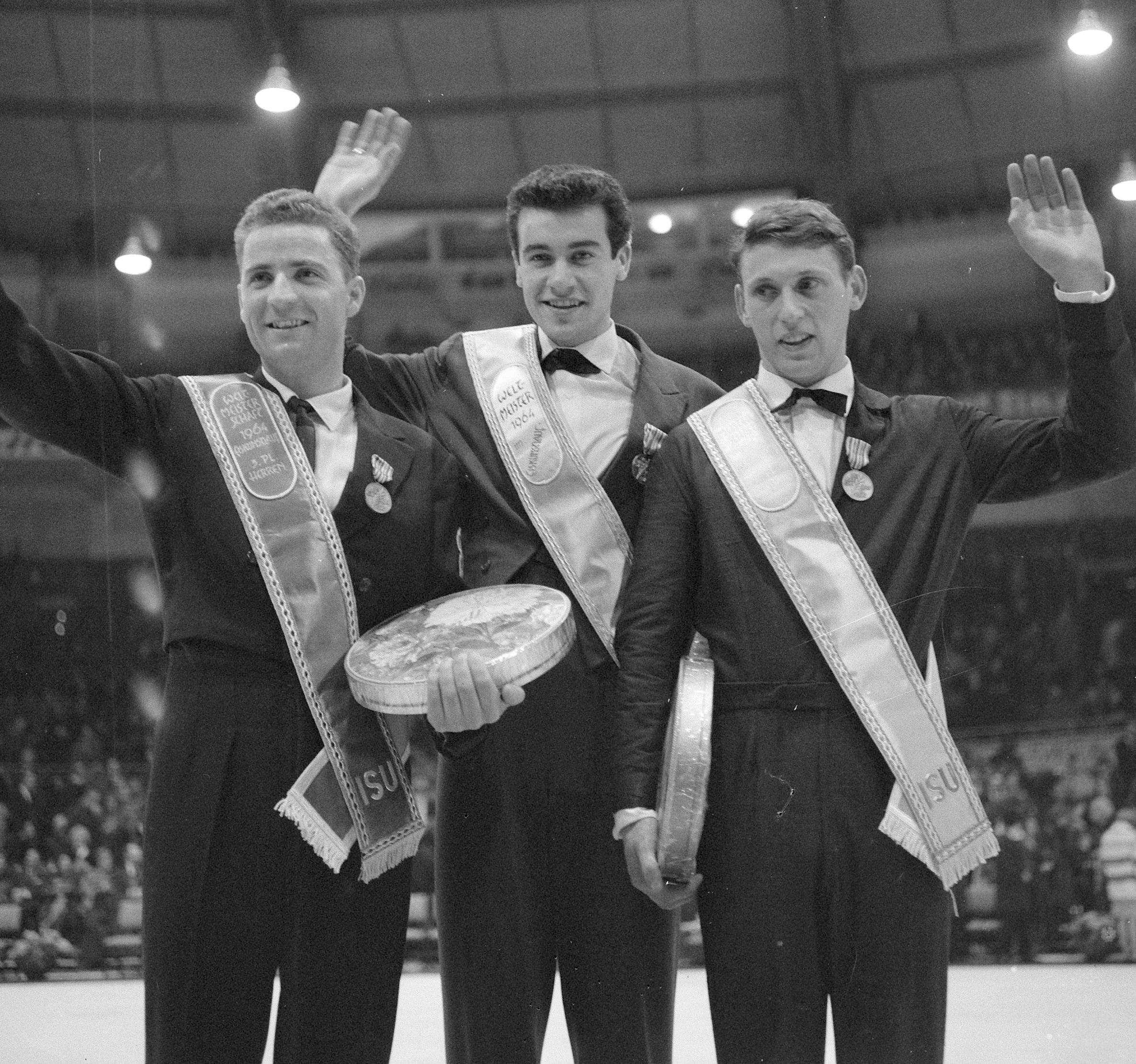
Karol Divín, Manfred Schnelldorfer und Alain Calmat (v. l. n. r.)

- Gérard Rodrigues-Henriques  Frankreich
- Adolf Walker  BR Deutschland
- Giovanni De Mori  Italien
- H. Konno  Japan
- L. B. Sandersen  Vereinigte Staaten
- Georgi Felizin  Sowjetunion

### Damen

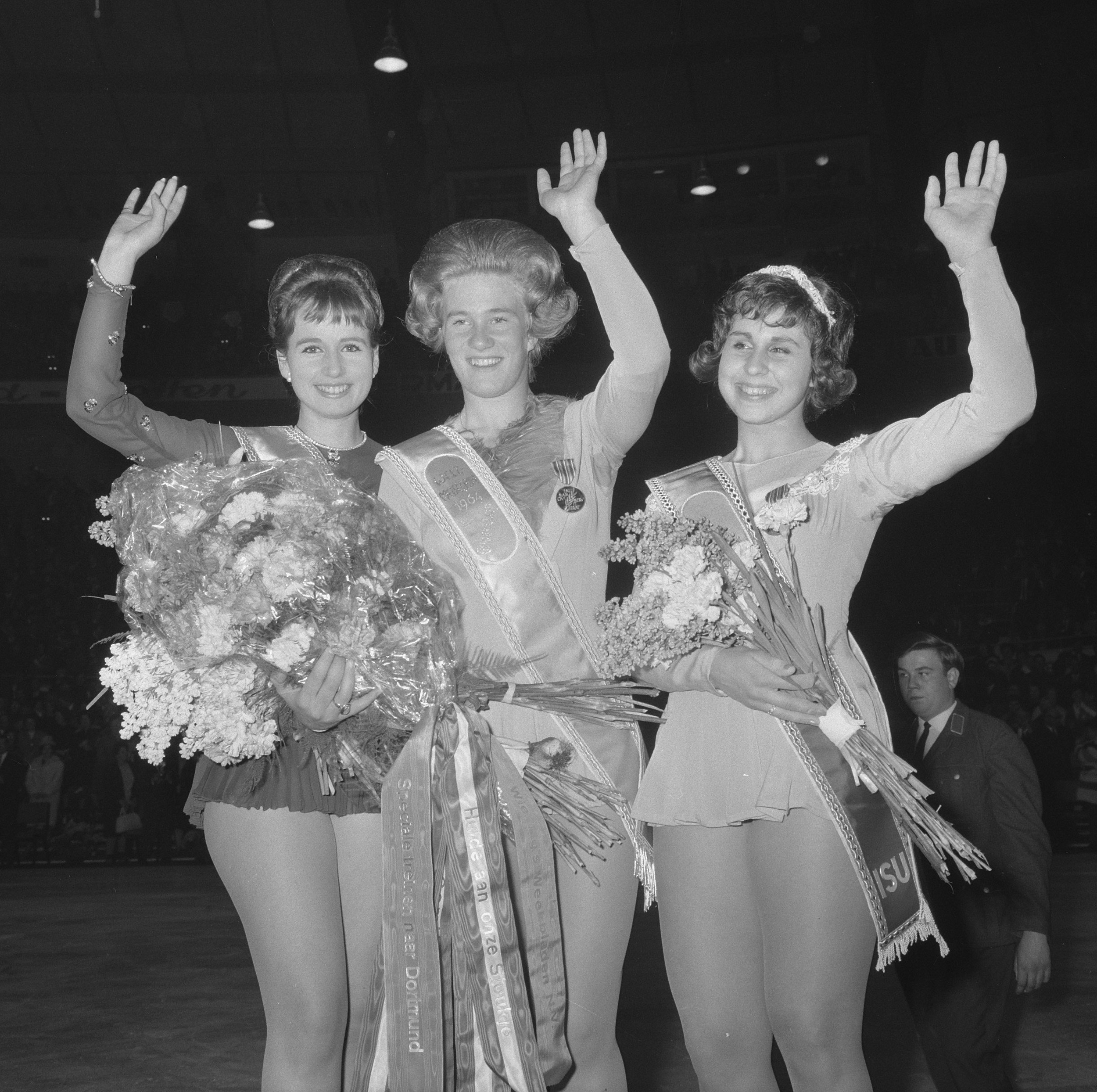
Regine Heitzer, Sjoukje Dijkstra und Petra Burka (v. l. n. r.)

| Platz | Sportler               | Land                   |
| ----- | ---------------------- | ---------------------- |
| 1     | Sjoukje Dijkstra       | Niederlande            |
| 2     | Regine Heitzer         | Österreich             |
| 3     | Petra Burka            | Kanada                 |
| 4     | Nicole Hassler         | Frankreich             |
| 5     | Christine Haigler      | Vereinigte Staaten     |
| 6     | Miwa Fukuhara          | Japan                  |
| 7     | Peggy Fleming          | Vereinigte Staaten     |
| 8     | Sally-Anne Stapleford  | Vereinigtes Königreich |
| 9     | Albertina Noyes        | Vereinigte Staaten     |
| 10    | Shirra Kenworthy       | Kanada                 |
| 11    | Wendy Griner           | Kanada                 |
| 12    | Helli Sengstschmid     | Österreich             |
| 13    | Kumiko Ōkawa           | Japan                  |
| 14    | Inge Paul              | BR Deutschland         |
| 15    | Uschi Keszler          | BR Deutschland         |
| 16    | Hana Mašková           | Tschechoslowakei       |
| 17    | Astrid Czermak         | Österreich             |
| 18    | Zsuzsa Almássy         | Ungarn                 |
| 19    | Sandra Brugnera        | Italien                |
| 20    | Ann Margreth Frei      | Schweden               |
| 21    | Christine van de Putte | Belgien                |

Punktrichter waren:
- Walter Malek  Österreich
- Donald H. Gilchrist  Kanada
- Miroslav Hasenöhrl  Tschechoslowakei
- P. Baron  Frankreich
- János Zsigmondy  BR Deutschland
- Pamela Peat  Vereinigtes Königreich
- Zoltán Balázs  Ungarn
- Masao Hasegawa  Japan
- C. Benedict-Stieber  Niederlande

### Paare

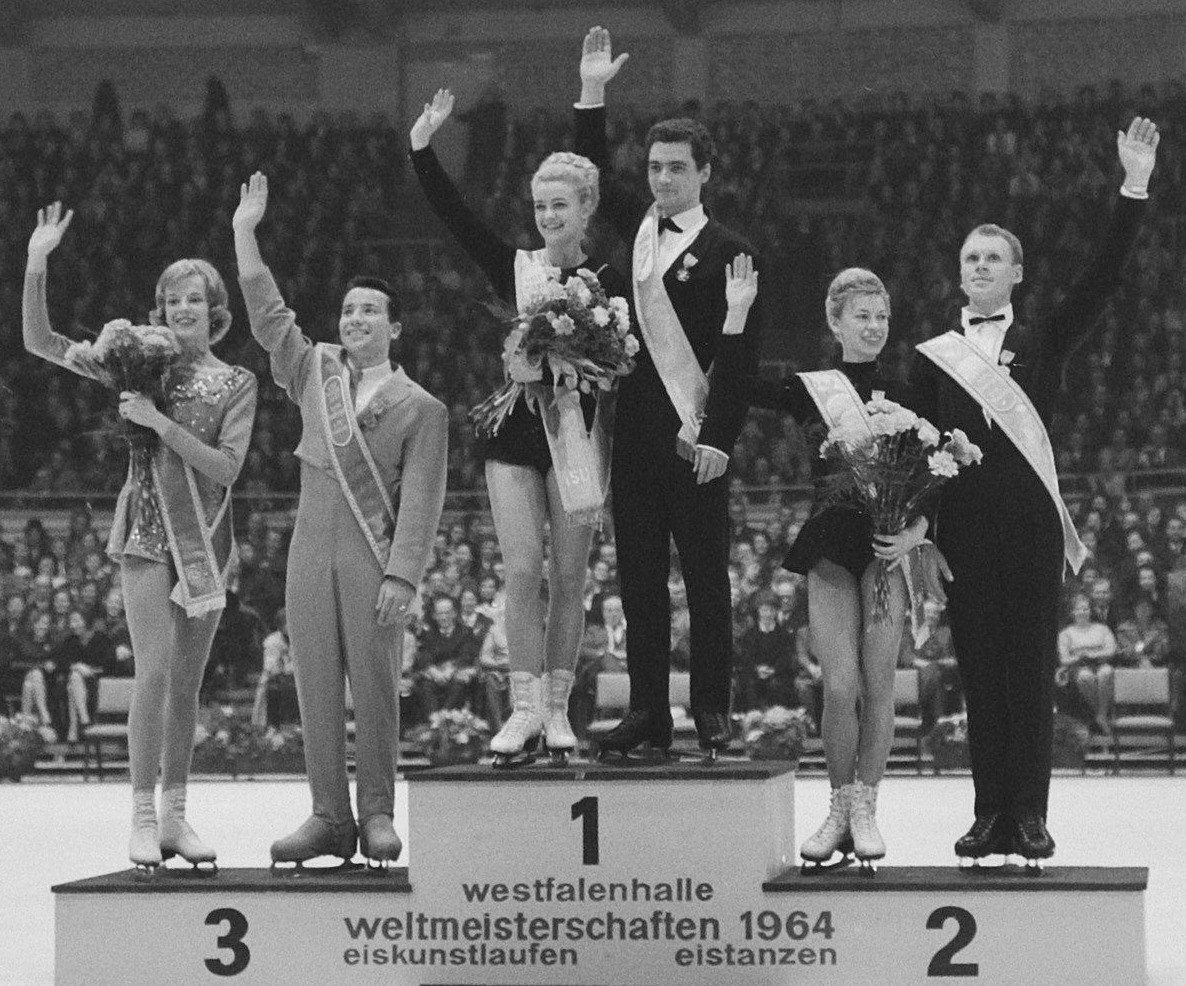
Die Paare Debbi Wilkes/Guy Revell, Marika Kilius/Hans-Jürgen Bäumler und Ljudmila Beloussowa/Oleg Protopopow (v. l. n. r.)

| Platz | Sportler                                   | Land               |
| ----- | ------------------------------------------ | ------------------ |
| 1     | Marika Kilius / Hans-Jürgen Bäumler        | BR Deutschland     |
| 2     | Ljudmila Beloussowa / Oleg Protopopow      | Sowjetunion        |
| 3     | Debbi Wilkes / Guy Revell                  | Kanada             |
| 4     | Vivian Joseph / Ronald Joseph              | Vereinigte Staaten |
| 5     | Sonja Pfersdorf / Günther Matzdorf         | BR Deutschland     |
| 6     | Tatjana Schuk / Alexander Gawrilow         | Sowjetunion        |
| 7     | Cynthia Kauffman / Ronald Kauffman         | Vereinigte Staaten |
| 8     | Judianne Fotheringill / Jerry Fotheringill | Vereinigte Staaten |
| 9     | Sigrid Riechmann / Wolfgang Danne          | BR Deutschland     |
| 10    | Agnesa Wlachovská / Peter Bartosiewicz     | Tschechoslowakei   |
| 11    | Gerlinde Schönbauer / Wilhelm Bietak       | Österreich         |
| 12    | Mária Csordás / László Kondi               | Ungarn             |

Punktrichter waren:
- Hans Meixner  Österreich
- Donald H. Gilchrist  Kanada
- Zdeněk Fikar  Tschechoslowakei
- Eecole Cattaneo  Italien
- K. Beyer  BR Deutschland
- Zoltán Balázs  Ungarn
- M. Enderlin  Schweiz
- Mary Louise Wright  Vereinigte Staaten
- Georgi Felizin  Sowjetunion

### Eistanz
| Platz | Sportler                               | Land                   |
| ----- | -------------------------------------- | ---------------------- |
| 1     | Eva Romanová / Pavel Roman             | Tschechoslowakei       |
| 2     | Paulette Doan / Kenneth Ormsby         | Kanada                 |
| 3     | Janet Sawbridge / David Hickinbottom   | Vereinigtes Königreich |
| 4     | Yvonne Suddick / Malcolm Cannon        | Vereinigtes Königreich |
| 5     | Lorna Dyer / John Carrell              | Vereinigte Staaten     |
| 6     | Carol Mac Sween / Robert Munz          | Vereinigte Staaten     |
| 7     | Carol Forrest / Kevin Lethbridge       | Kanada                 |
| 8     | Darlene Streich / Charles Fetter       | Vereinigte Staaten     |
| 9     | Györgyi Korda / Pál Vásárhelyi         | Ungarn                 |
| 10    | Jitka Babická / Jaromír Holan          | Tschechoslowakei       |
| 11    | Marilyn Crawford / Brair Armitage      | Kanada                 |
| 12    | Christel Trebesiner / Gerald Felsinger | Österreich             |
| 13    | Diane Towler / Bernard Ford            | Vereinigtes Königreich |
| 14    | Gabriele Rauch / Rudi Matysik          | BR Deutschland         |
| 15    | Brigitte Martin / Francis Gamichon     | Frankreich             |
| 16    | Jopie Wolff / Nico Wolff               | Niederlande            |

Punktrichter waren:
- F. Huniacek  Österreich
- P. Divine  Kanada
- Miroslav Hasenöhrl  Tschechoslowakei
- Erika Schiechtl  BR Deutschland
- H. Lawrence  Vereinigtes Königreich
- J. Kozari  Ungarn
- Mary Louise Wright  Vereinigte Staaten

## Medaillenspiegel
| Platz | Land             | Gold | Silber | Bronze | Gesamt |
| ----- | ---------------- | ---- | ------ | ------ | ------ |
| 1     | BR Deutschland   | 2    | –      | –      | 2      |
| 2     | Tschechoslowakei | 1    | –      | 1      | 2      |
| 3     | Niederlande      | 1    | –      | –      | 1      |
| 4     | Kanada           | –    | 1      | 2      | 3      |
| 5     | Österreich       | –    | 1      | –      | 1      |
| 5     | Frankreich       | –    | 1      | –      | 1      |
| 5     | Sowjetunion      | –    | 1      | –      | 1      |
| 8     | Österreich       | –    | –      | 1      | 1      |